# Коваль Павло Миколайович
Павло́ Микола́йович Коваль (11 липня 1989 — 7 серпня 2014) — старший солдат 24-ї окремої механізованої бригади (Яворів), учасник російсько-української війни.

## Життєпис
Коваль Павло народився у м. Стрий Львівської області. Навчався у ЗОШ № 7 м. Стрий де закінчив 9 класів у 2005 р. У 2008 році  закінчив «Вище професійне училище № 8 м. Стрий» та здобув професію «Оператор комп'ютерного набору». Проходив строкову службу в лавах ЗСУ.
З 2010 року працював на  підприємстві «Леоні», оператором, адміністратором, а з 2013 року фахівцем у відділі підготовки виробництва. 
Навчався у Стрийському аграрному коледжі на заочному відділенні, який не закінчив у зв'язку з мобілізацією до лав Збройних сил України 21.05.2014 р. відповідно до Указу Президента України від 17.03.2014 р. «Про часткову мобілізацію».
Службу проходив  у 24-ій окремій механізованій Самаро-Ульянівській  Бердичівській  Залізній ордена Жовтневої Революції, тричі ордена Червоного Прапора, орденів Суворова і Богдана Хмельницького  бригаді імені князя Данила Галицького сухопутних військ Збройних Сил України (м. Яворів. Львівської обл.), другий батальйон медичної роти, старший солдат.
Був мобілізований 21 травня 2014-го, загинув 7 серпня в зоні АТО. За даними сайту «Книга пам'яті», загинув 7 серпня біля смт Побєда, супроводжуючи поранених у санітарній машині. Тоді ж загинув молодший сержант Стельмах Тарас Іванович.
Залишилася дружина Анастасія та син Юрій 2013 р.н.
Похований в місті Стрий 13 серпня 2014 року.

## Нагороди та вшанування
За особисту мужність і героїзм, виявлені у захисті державного суверенітету та територіальної цілісності України, вірність військовій присязі під час російсько-української війни, відзначений — нагороджений
- орденом «За мужність» III ступеня (14.3.2015, посмертно)
- його портрет розміщений на меморіалі «Стіна пам'яті полеглих за Україну» у Києві: секція 2, ряд 8, місце 14
- 7 вересня 2015 року на будівлі загальноосвітньої школи № 7 міста Стрий йому відкрито меморіальну дошку
- 16 червня 2016 року на будівлі Державного професійно-технічного навчального закладу «Вище професійне училище № 8 міста Стрия» на честь Павла відкрито меморіальну дощку.